# Home Island

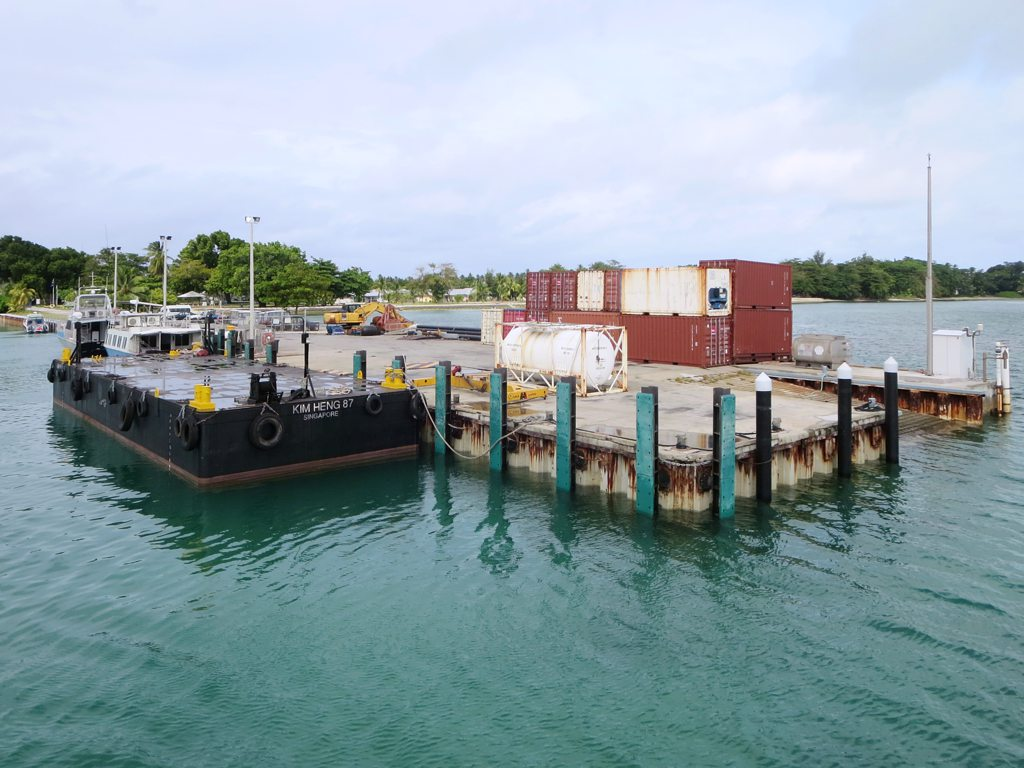
Aanlegsteiger

Home Island (Maleis: Pulo Selma) is het dichtstbevolkte eiland van de Cocoseilanden; een extern territorium van Australië gelegen in de Indische Oceaan. Het eiland, dat vrijwel volledig in beslag wordt genomen door Bantam, het grootste dorp van de Cocoseilanden, heeft een oppervlakte van 0,95 km² en heeft 414 inwoners (2001).
De inwoners van Home Island zijn, in tegenstelling tot de inwoners van West Island, die vooral van Europese afkomst zijn, hoofdzakelijk van Maleisische afkomst.
Bij eb is Home Island via het South Island met West Island verbonden.